# Nghĩa Lâm, Tư Nghĩa
Nghĩa Lâm là xã thuộc huyện Tư Nghĩa, tỉnh Quảng Ngãi, Việt Nam.

## Địa giới hành chính
Xã Nghĩa Lâm nằm ở phía tây bắc của huyện Tư Nghĩa, thuộc hữu ngạn sông Trà Khúc.
- Phía đông giáp xã Tịnh Minh, huyện Sơn Tịnh và xã Nghĩa Thắng, huyện Tư Nghĩa.
- Phía nam giáp xã Nghĩa Sơn, huyện Tư Nghĩa và xã Sơn Nham, huyện Sơn Hà.
- Phía tây giáp xã Tịnh Giang, huyện Sơn Tịnh.
- Phía bắc giáp Tịnh Đông, huyện Sơn Tịnh.

Sông Trà Khúc là ranh giới tự nhiên của xã Nghĩa Lâm với các xã thuộc huyện Sơn Tịnh.

## Lịch sử hành chính
Xã Nghĩa Lâm được thành lập năm 1946 trên cơ sở một số thôn xã của phủ Tư Nghĩa cũ, là một trong 12 xã thuộc huyện Tư Nghĩa.
Trong thời gian Việt Nam cộng hòa quản lý, vào năm 1958, xã Nghĩa Lâm được đổi tên thành xã Tư Phước, thuộc quận Tư Nghĩa, tỉnh Quảng Ngãi. Các thôn thuộc xã Tư Phước được đổi gọi là ấp. Trong khi đó, chính quyền kháng chiến vẫn giữ cách gọi cũ.
Cuối năm 1975, huyện Tư Nghĩa và thị xã Quảng Ngãi hợp nhất thành thị xã Quảng Nghĩa thuộc tỉnh Nghĩa Bình, xã Nghĩa Lâm thuộc thị xã Quảng Nghĩa.
Năm 1981, xã Nghĩa Lâm thuộc huyện Tư Nghĩa mới tái lập.
Năm 1991, một phần diện tích và dân số của xã Nghĩa Lâm được tách ra để thành lập xã Nghĩa Sơn.
Hiện nay, xã Nghĩa Lâm có 8 thôn, gọi theo thứ tự từ thôn 1 đến thôn 8.

## Giao thông
Xã Nghĩa Lâm có tỉnh lộ 623 chạy qua địa bàn.